# Austrian Football Division 2 2011
La Austrian Football Division 2 2011 è stata l'8ª edizione del campionato di football americano di terzo livello, organizzato dalla AFBÖ.

## Squadre partecipanti
| Club                    | Città                    | Stadio | Sponsor ufficiale | Risultato nella stagione 2010 |
| ----------------------- | ------------------------ | ------ | ----------------- | ----------------------------- |
| AFC Rangers Mödling 2   | Mödling                  |        |                   |                               |
| Amstetten Thunder       | Amstetten                |        |                   |                               |
| Black Lions 2           | Klagenfurt am Wörthersee |        |                   |                               |
| Budapest Hurricanes     | Budapest                 |        |                   |                               |
| Cineplexx Blue Devils 2 | Hohenems                 |        |                   |                               |
| Danube Dragons 2        | Vienna                   |        |                   |                               |
| Gmunden Rams            | Gmunden                  |        |                   |                               |
| Graz Giants 2           | Graz                     |        | Projekt Spielberg |                               |
| Salzburg Bulls 2        | Salisburgo               |        |                   |                               |
| Schwaz Hammers          | Schwaz                   |        | Sport 2000        |                               |
| Styrian Bears           | Graz                     |        |                   |                               |
| Styrian Hurricanes      | Stallhofen               |        |                   |                               |
| Telfs Patriots          | Telfs                    |        |                   |                               |
| Vienna Warlords         | Vienna                   |        |                   |                               |
| Zagreb Patriots         | Zagabria                 |        |                   |                               |

## Stagione regolare

### Calendario

#### 1ª giornata
| 13 marzo 2011 | Black Lions 2 | 54 – 0 | Styrian Hurricanes |  |

#### 2ª giornata
| 26 marzo 2011 | AFC Rangers Mödling 2 | 12 – 6 (d.t.s.) (0-0 0-0 0-6 6-0 6-0) | Gmunden Rams |  |

| 26 marzo 2011 | Salzburg Bulls 2 | 6 – 17 (0-7 0-7 6-0 0-3) | Telfs Patriots | (85 spett.) |

| 27 marzo 2011 | Amstetten Thunder | 16 – 7 (0-0 2-7 6-0 8-0) | Vienna Warlords | (150 spett.) |

#### 3ª giornata
| 9 aprile 2011 | Schwaz Hammers | 38 – 0 (0-0 7-0 17-0 14-0) | Telfs Patriots |  |

| 10 aprile 2011 | Cineplexx Blue Devils 2 | 30 – 20 (12-6 12-6 0-2 6-6) | Salzburg Bulls 2 | (420 spett.) |

| 10 aprile 2011 | Vienna Warlords | 28 – 0 (6-0 5-0 14-0 3-0) | AFC Rangers Mödling 2 |  |

| 10 aprile 2011 | Black Lions 2 | 18 – 7 (6-7 6-0 0-0 6-0) | Styrian Bears |  |

| 10 aprile 2011 | Graz Giants 2 | 20 – 6 (14-0 0-0 0-6 6-0) | Styrian Hurricanes |  |

#### 4ª giornata
| 16 aprile 2011 | AFC Rangers Mödling 2 | 0 – 44 (0-7 0-9 0-14 0-14) | Amstetten Thunder | (50 spett.) |

| 16 aprile 2011 | Salzburg Bulls 2 | 6 – 54 (0-14 0-7 6-6 0-20) | Schwaz Hammers |  |

| Budapest 16 aprile 2011 | Budapest Hurricanes | 42 – 21 (14-7 7-6 7-8 14-0) | Zagreb Patriots | Építők Sporthostel |

| 16 aprile 2011 | Gmunden Rams | 26 – 32 (13-0 7-7 0-12 6-13) | Vienna Warlords |  |

| 17 aprile 2011 | Styrian Bears | 32 – 21 (13-0 6-14 7-0 6-7) | Graz Giants 2 |  |

#### 5ª giornata
| 23 aprile 2011 | Telfs Patriots | 13 – 40 (0-0 7-12 0-16 6-12) | Cineplexx Blue Devils 2 | (170 spett.) |

| 23 aprile 2011 | Styrian Hurricanes | 0 – 74 (0-22 0-30 0-8 0-14) | Black Lions 2 |  |

#### 6ª giornata
| Korneuburg 30 aprile 2011 | Danube Dragons 2 | 7 – 37 (0-0 7-14 0-15 0-8) | Budapest Hurricanes | Rattenfängerstadion |

| 30 aprile 2011 | Styrian Bears | 64 – 0 (14-0 29-0 7-0 14-0) | Styrian Hurricanes |  |

| 30 aprile 2011 | Gmunden Rams | 35 – 26 (7-6 14-14 7-6 7-0) | AFC Rangers Mödling 2 |  |

| 30 aprile 2011 | Schwaz Hammers | 35 – 0 (21-0 0-0 7-0 7-0) | Cineplexx Blue Devils 2 |  |

| 1º maggio 2011 | Vienna Warlords | 6 – 15 (0-0 6-0 0-12 0-3) | Amstetten Thunder |  |

#### 7ª giornata
| 7 maggio 2011 | Telfs Patriots | 0 – 47 (0-6 0-20 0-14 0-7) | Schwaz Hammers |  |

| 7 maggio 2011 | Salzburg Bulls 2 | 6 – 36 (0-6 0-16 6-8 0-6) | Cineplexx Blue Devils 2 |  |

| 7 maggio 2011 | Danube Dragons 2 | 9 – 22 (0-7 2-7 7-8 0-0) | Zagreb Patriots | (200 spett.) |

| 7 maggio 2011 | Amstetten Thunder | 55 – 6 (14-6 27-0 14-0 0-0) | Gmunden Rams | (150 spett.) |

| 8 maggio 2011 | Graz Giants 2 | 0 – 24 (0-7 0-10 0-0 0-7) | Black Lions 2 |  |

| 8 maggio 2011 | Styrian Hurricanes | 0 – 55 (0-6 0-22 0-14 0-13) | Styrian Bears |  |

#### 8ª giornata
| 14 maggio 2011 | AFC Rangers Mödling 2 | 18 – 7 | Vienna Warlords |  |

| 15 maggio 2011 | Telfs Patriots | 35 – 0 | Salzburg Bulls 2 |  |

#### 9ª giornata
| 21 maggio 2011 | Vienna Warlords | 35 – 0 | Gmunden Rams |  |

| 21 maggio 2011 | Danube Dragons 2 | 15 – 31 (0-21 0-0 7-3 8-7) | Zagreb Patriots | (200 spett.) |

| 21 maggio 2011 | Amstetten Thunder | 42 – 0 (21-0 14-0 7-0 0-0) | AFC Rangers Mödling 2 | (150 spett.) |

| 21 maggio 2011 | Styrian Bears | 35 – 28 (0-7 14-7 7-7 14-7) | Black Lions 2 |  |

| 22 maggio 2011 | Styrian Hurricanes | 6 – 34 (0-7 6-7 0-6 0-14) | Graz Giants 2 |  |

| 22 maggio 2011 | Cineplexx Blue Devils 2 | 0 – 10 (0-3 0-7 0-0 0-0) | Schwaz Hammers |  |

#### 10ª giornata
| Budapest 28 maggio 2011 | Budapest Hurricanes | 55 – 19 | Danube Dragons 2 | Építők Sporthostel |

| 28 maggio 2011 | Gmunden Rams | 6 – 70 (0-21 6-7 0-14 0-28) | Amstetten Thunder | (75 spett.) |

| 28 maggio 2011 | Schwaz Hammers | 35 – 0 (7-0 21-0 7-0 0-0) | Salzburg Bulls 2 |  |

| 29 maggio 2011 | Graz Giants 2 | 13 – 14 | Styrian Bears | (60 spett.) |

| 29 maggio 2011 | Cineplexx Blue Devils 2 | 56 – 0 | Telfs Patriots |  |

#### 11ª giornata
| Zagabria 4 giugno 2011 | Zagreb Patriots | 26 – 20 | Budapest Hurricanes |  |

| 4 giugno 2011 | Black Lions 2 | 51 – 21 (14-0 14-6 3-8 20-7) | Graz Giants 2 |  |

### Classifiche
Le classifiche della regular season sono le seguenti:
- PCT = percentuale di vittorie, G = partite giocate, V = partite vinte,  P = partite perse, PF = punti fatti, PS = punti subiti

#### Conference 1
| Pos. | Squadra                 | PCT   | G | V | N | P | PF  | PS  |
| ---- | ----------------------- | ----- | - | - | - | - | --- | --- |
| 1    | Schwaz Hammers          | 1.000 | 6 | 6 | 0 | 0 | 219 | 6   |
| 2    | Cineplexx Blue Devils 2 | .667  | 6 | 4 | 0 | 2 | 162 | 84  |
| 3    | Telfs Patriots          | .333  | 6 | 2 | 0 | 4 | 65  | 187 |
| 4    | Salzburg Bulls 2        | .000  | 6 | 0 | 0 | 6 | 38  | 207 |

#### Conference 2
| Pos. | Squadra               | PCT   | G | V | N | P | PF  | PS  |
| ---- | --------------------- | ----- | - | - | - | - | --- | --- |
| 1    | Amstetten Thunder     | 1.000 | 6 | 6 | 0 | 0 | 242 | 25  |
| 2    | Vienna Warlords       | .500  | 6 | 3 | 0 | 3 | 115 | 75  |
| 3    | AFC Rangers Mödling 2 | .333  | 6 | 2 | 0 | 4 | 56  | 162 |
| 4    | Gmunden Rams          | .167  | 6 | 1 | 0 | 5 | 79  | 230 |

#### Conference 3
| Pos. | Squadra             | PCT  | G | V | N | P | PF  | PS  |
| ---- | ------------------- | ---- | - | - | - | - | --- | --- |
| 1    | Budapest Hurricanes | .750 | 4 | 3 | 0 | 1 | 154 | 73  |
| 2    | Zagreb Patriots     | .750 | 4 | 3 | 0 | 1 | 100 | 86  |
| 3    | Danube Dragons 2    | .000 | 4 | 0 | 0 | 4 | 50  | 145 |

#### Conference 4
| Pos. | Squadra            | PCT  | G | V | N | P | PF  | PS  |
| ---- | ------------------ | ---- | - | - | - | - | --- | --- |
| 1    | Black Lions 2      | .833 | 6 | 5 | 0 | 1 | 249 | 63  |
| 2    | Styrian Bears      | .833 | 6 | 5 | 0 | 1 | 207 | 80  |
| 3    | Graz Giants 2      | .333 | 6 | 2 | 0 | 4 | 109 | 133 |
| 4    | Styrian Hurricanes | .000 | 6 | 0 | 0 | 6 | 12  | 301 |

## Playoff

### Tabellone
|  | Semifinali | Semifinali          | Semifinali |                     |     | IV Iron Bowl   | IV Iron Bowl | IV Iron Bowl |  |
|  |            |                     |            |                     |     |                |              |              |  |
|  | 1-1        | Schwaz Hammers      | 35         |                     |     |                |              |              |  |
|  | 1-1        | Schwaz Hammers      | 35         |                     |     |                |              |              |  |
|  | 1-2        | Amstetten Thunder   | 3          |                     |     |                |              |              |  |
|  | 1-2        | Amstetten Thunder   | 3          |                     | 1-1 | Schwaz Hammers | 13           |              |  |
|  |            |                     |            |                     | 1-1 | Schwaz Hammers | 13           |              |  |
|  |            |                     | 1-3        | Budapest Hurricanes | 31  |                |              |              |  |
|  | 1-4        | Black Lions 2       | 1-3        | Budapest Hurricanes | 31  | 34             |              |              |  |
|  | 1-4        | Black Lions 2       |            |                     |     |                |              |              |  |
|  | 1-3        | Budapest Hurricanes | 36         |                     |     |                |              |              |  |

### Semifinali
| 18 giugno 2011 | Schwaz Hammers | 35 – 3 (14-0 14-3 7-0 0-0) | Amstetten Thunder |  |

| Villaco 18 giugno 2011 | Black Lions 2 | 34 – 36 (13-14 7-0 0-7 14-15) | Budapest Hurricanes | Stadion Villach-Lind |

### IV Iron Bowl
| Schwaz 3 luglio 2011 | Schwaz Hammers | 13 – 31 | Budapest Hurricanes | Regionales Sportzenrum |

## Playoff di secondo livello

### Tabellone
|  | Semifinali | Semifinali              | Semifinali |                         |     | VIII Challenge Bowl | VIII Challenge Bowl | VIII Challenge Bowl |  |
|  |            |                         |            |                         |     |                     |                     |                     |  |
|  | 2-3        | Zagreb Patriots         | 35         |                         |     |                     |                     |                     |  |
|  | 2-3        | Zagreb Patriots         | 35         |                         |     |                     |                     |                     |  |
|  | 2-4        | Styrian Bears           | 7          |                         |     |                     |                     |                     |  |
|  | 2-4        | Styrian Bears           | 7          |                         | 2-3 | Zagreb Patriots     | 27                  |                     |  |
|  |            |                         |            |                         | 2-3 | Zagreb Patriots     | 27                  |                     |  |
|  |            |                         | 2-1        | Cineplexx Blue Devils 2 | 22  |                     |                     |                     |  |
|  | 2-1        | Cineplexx Blue Devils 2 | 2-1        | Cineplexx Blue Devils 2 | 22  | 36                  |                     |                     |  |
|  | 2-1        | Cineplexx Blue Devils 2 |            |                         |     |                     |                     |                     |  |
|  | 2-2        | Vienna Warlords         | 0          |                         |     |                     |                     |                     |  |

### Semifinali
| 19 giugno 2011 | Zagreb Patriots | 35 – 7 | Styrian Bears |  |

| 19 giugno 2011 | Cineplexx Blue Devils 2 | 36 – 0 | Vienna Warlords |  |

### VIII Challenge Bowl
| 3 luglio 2011 | Cineplexx Blue Devils 2 | 22 – 27 (0-7 6-7 8-13 8-0) | Zagreb Patriots |  |

## Verdetti
- /  Budapest Hurricanes Vincitori dell'Austrian Football Division 2 2011
- Zagreb Patriots Vincitori del Challenge Bowl 2011